# Hrabșciîna, Talalaiivka
Hrabșciîna (în ucraineană Грабщина) este un sat în comuna Popovîcika din raionul Talalaiivka, regiunea Cernihiv, Ucraina.

## Demografie
Componența lingvistică a localității Hrabșciîna
     Ucraineană (100%)
Conform recensământului din 2001, toată populația localității Hrabșciîna era vorbitoare de ucraineană (100%).